# Акахоси, Такафуми
Такафуми Акахоси (яп. 赤星 貴文 Акахоши: Такафу:ми, род. 27 мая 1986, Фудзи) — японский футболист, полузащитник.

## Биография
В футбол Такафуми Акахоси начал играть в клубе «Симидзу С-Палс», позднее перейдя в спортивную школу «Фудзиэда Хигаси». В 2005 году он начал играть за команду «Урава Ред Даймондс» и дебютировал в Первом дивизионе Джей-лиги. Летом 2008 года был отдан в аренду клубу «Мито Холлихок», который играл в Японской футбольной лиге, летом 2009 года был отдан в аренду клубу «Монтедио Ямагата», который играл там же. После возвращения в «Урава Ред Даймондс», в 2009 году, он покидает ряды клуба и присоединяется к латвийскому «Металлургу». В чемпионате Латвии он забил 6 голов команды. С 2011 по 2014 выступал за «Погонь». В августе 2014 года Акахоси подписал контракт с российским клубом «Уфа» сроком на 3 года. В июне 2015 года Такафуми расторг с «Уфой» контракт, после чего стал игроком клуба «Погонь», заключив контракт на два сезона.